# Amador de Medeiros
Amador de Medeiros  (Portugal, ? — São Paulo, 15 de maio de 1597) foi um dos primeiros povoadores europeus da Capitania de São Vicente, atual estado de São Paulo.
Estabeleceu-se inicialmente em Santos, em 1553, conforme declarou em 1571, afirmando morar nessa vila há 18 anos. Teria vindo com a família e casado pela segunda vez na Capitania de São Vicente antes de 1570, onde servira como tabelião.
Segundo o livro do tombo do Mosteiro de São Bento da cidade de São Paulo , Amador de Medeiros auxiliou Mem de Sá no Rio de Janeiro com as tropas de São Vicente, por ocasião das guerras e revoltas, em 1560 e 1575. Faleceu antes de 15 de maio de 1597.

## Sesmaria Medeiros-Maldonado
Em 1561, em Santos, no exercício do cargo de ouvidor, obteve, por despacho do governador Capitão Pedro Colaço, terras da extinta vila de Santo André da Borda do Campo, onde estabeleceu uma sesmaria. A sesmaria ocupava uma enorme faixa de terra, partindo do rio “Tamandatiiba” (Ribeirão dos Meninos), próximo ao Caminho do Mar, e com limites na região do Ipiranga e Jabaquara . Estas terras correspondem a atual região do Grande ABC.
A 24 de abril de 1637, Miguel Aires Maldonado, genro de Amador de Medeiros, doou ao Mosteiro de São Bento a sesmaria que herdou de Amador de Medeiros, pai de sua primeira mulher, dispondo a pensão de uma missa anual pela alma dos sogros, doadores e descendentes. Os monges beneditinos criariam duas fazendas na região, a fazenda São Bernardo e a fazenda São Caetano, que dariam origem às atuais cidades da região do ABC.